# 108 błogosławionych męczenników

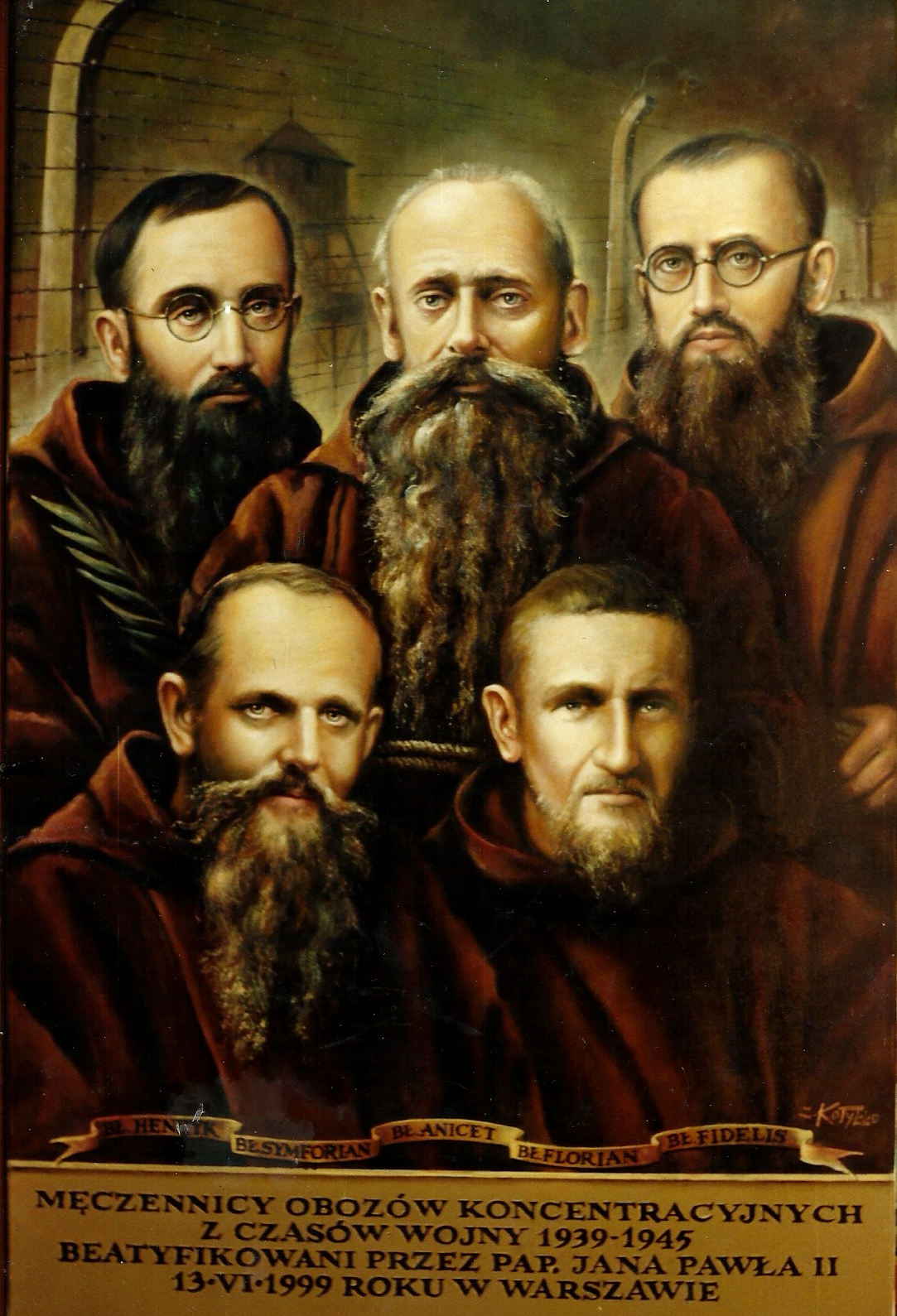
Obraz Kapucyni męczennicy obozow koncentracyjnych, autor: Zbigniew Kotyłło

108 błogosławionych męczenników – 108 polskich męczenników, zamordowanych w czasie II wojny światowej z nienawiści do wiary (łac. odium fidei), beatyfikowanych 13 czerwca 1999 w Warszawie podczas podróży apostolskiej Jana Pawła II do Polski.
W tym gronie są trzej biskupi, pięćdziesięciu jeden kapłanów diecezjalnych, dwudziestu sześciu kapłanów zakonnych, trzech kleryków, siedmiu braci zakonnych, osiem sióstr zakonnych i dziewięć osób świeckich. W liturgii kościelnej wspomnienie Błogosławionych 108 polskich męczenników z czasów II wojny światowej obchodzi się 12 czerwca.
W Polsce parafie pod wezwaniem Błogosławionych 108 męczenników znajdują się w Powierciu (diecezja włocławska) i Malborku (diecezja elbląska). Kaplica bł. 108 Męczenników znajduje się w sanktuarium w Licheniu (tu znajduje się też obraz beatyfikacyjny). W czerwcu każdego roku uroczyście wspomina się ich w Licheniu.
Postulatorem generalnym procesu beatyfikacyjnego był ks. Tomasz Kaczmarek – duchowny diecezji włocławskiej.

## Błogosławieni męczennicy
- ks. Roman Archutowski
- o.  Jan Antonin Bajewski OFMConv.
- ks. Adam Bargielski
- o.  Ludwik Pius Bartosik OFMConv.
- ks. Mieczysław Bohatkiewicz
- ks. Antoni Beszta-Borowski
- Marianna Biernacka
- ks. Maksymilian Binkiewicz
- ks. Władysław Błądziński CSMA
- ks. Józef Cebula OMI
- br. Fidelis Chojnacki OFMCap.
- ks. Jan Nepomucen Chrzan
- o.  Michał Czartoryski OP
- ks. Józef Czempiel
- ks. Franciszek Dachtera
- ks. Piotr Edward Dańkowski
- ks. Władysław Demski
- ks. Edward Detkens
- ks. Franciszek Drzewiecki FDP
- br. Symforian Ducki OFMCap.
- al. Tadeusz Dulny
- s.  Katarzyna Celestyna Faron
- br.  Grzegorz Frąckowiak SVD
- ks. Ludwik Roch Gietyngier
- o.  Krystyn Gondek OFM
- bp  Władysław Goral
- ks. Kazimierz Gostyński
- ks. Marian Górecki
- ks. Kazimierz Grelewski
- ks. Stefan Grelewski
- ks. Edward Grzymała
- o. Józef Innocenty Guz OFMConv.
- ks. Henryk Hlebowicz
- ks. Józef Jankowski SAC
- o.  Hilary Januszewski OCarm.
- ks. Dominik Jędrzejewski
- Czesław Jóźwiak
- ks. Henryk Kaczorowski
- ks. Jerzy Kaszyra MIC
- Edward Kaźmierski
- Franciszek Kęsy
- Edward Klinik
- ks. Bronisław Komorowski
- ks. Marian Konopiński
- o.  Anicet Adalbert Kopliński OFMCap.
- al. Bronisław Kostkowski
- s.  Alicja Kotowska CR
- s.  Mieczysława Kowalska
- ks. Józef Kowalski SDB
- s.  Maria Antonina Kratochwil SSND
- o.  Henryk Krzysztofik OFMCap.
- o.  Stanisław Kubista SVD
- ks. Stanisław Kubski
- ks. Józef Kurzawa
- ks. Józef Kut
- ks. Włodzimierz Laskowski
- ks. Antoni Leszczewicz MIC
- o.  Alojzy Liguda SVD
- ks. Władysław Maćkowiak
- ks. Wincenty Matuszewski
- o.  Alfons Maria Mazurek OCD
- ks. Władysław Mączkowski
- ks. kmdr ppor. Władysław Miegoń
- ks. Stanisław Mysakowski
- o.  Ludwik Mzyk SVD
- ks. Wojciech Nierychlewski CSMA
- s.  Bogumiła Noiszewska (Maria Ewa od Opatrzności) CSIC
- ks. Leon Nowakowski
- abp Antoni Julian Nowowiejski
- br. Marcin Oprządek OFM
- ks. Michał Oziębłowski
- o.  Anastazy Jakub Pankiewicz OFM
- ks. Józef Pawłowski
- ks. Michał Piaszczyński
- ks. Zygmunt Pisarski
- o.  Achilles Puchała OFMConv.
- ks. Narcyz Putz
- ks. Stanisław Pyrtek
- ks. Antoni Rewera
- s.  Julia Rodzińska OP
- ks. Franciszek Rogaczewski
- ks. Franciszek Rosłaniec
- ks. Zygmunt Sajna
- ks. Roman Sitko
- ks. Marian Skrzypczak
- ks. Aleksy Sobaszek
- ks. Józef Stanek SAC
- Stanisław Kostka Starowieyski
- s.  Maria Klemensa Staszewska OSU
- o.  Karol Herman Stępień OFMConv.
- o.  Florian Stępniak OFMCap.
- ks. Józef Straszewski
- Franciszek Stryjas
- ks. Bolesław Strzelecki
- ks. Kazimierz Sykulski
- ks. Emil Szramek
- ks. Antoni Świadek
- br. Stanisław Tymoteusz Trojanowski OFMConv.
- o.  Narcyz Turchan OFM
- Natalia Tułasiewicz
- bp  Leon Wetmański
- Jarogniew Wojciechowski
- s.  Maria Marta od Jezusa CSIC
- ks. Michał Woźniak
- br. Józef Zapłata CFCI
- ks. Antoni Zawistowski
- br. Brunon Zembol OFM
- br. Piotr Bonifacy Żukowski OFMConv.

Najwięcej, bo jedenastu księży, alumnów i świeckich, wywodzi się z diecezji włocławskiej, ośmiu z archidiecezji gnieźnieńskiej, a sześciu z diecezji lubelskiej.
Spośród braci i sióstr zakonnych, największa liczba – siedmiu – wywodzi się z zakonu franciszkanów konwentualnych, sześciu salezjanów i po pięciu franciszkanów i kapucynów.

## Błogosławieni według miejsca śmierci

### Obozy zagłady, koncentracyjne i więzienia
- KL Auschwitz – o.  Jan Antonin Bajewski OFMConv., o.  Ludwik Pius Bartosik OFMConv., ks. Piotr Edward Dańkowski, br. Symforian Ducki OFMCap., s.  Katarzyna Celestyna Faron, ks. Józef Jankowski SAC, o.  Anicet Adalbert Kopliński OFMCap., ks. Józef Kowalski SDB, ks. Wojciech Nierychlewski CSMA, ks. Roman Sitko, s.  Maria Klemensa Staszewska OSU, ks. Bolesław Strzelecki, ks. Kazimierz Sykulski, br. Stanisław Tymoteusz Trojanowski OFMConv., br. Piotr Bonifacy Żukowski OFMConv.;
- KL Dachau – ks. Adam Bargielski, ks. Maksymilian Binkiewicz, br. Fidelis Chojnacki OFMCap., ks. Jan Nepomucen Chrzan, ks. Józef Czempiel, ks. Franciszek Dachtera, ks. Edward Detkens, al. Tadeusz Dulny, ks. Ludwik Roch Gietyngier, o.  Krystyn Gondek OFM, ks. Kazimierz Gostyński, ks. Kazimierz Grelewski, ks. Stefan Grelewski, ks. Edward Grzymała, o.  Hilary Januszewski OCarm., ks. Dominik Jędrzejewski, ks. Marian Konopiński, o.  Henryk Krzysztofik OFMCap., ks. Józef Kut, o.  Alojzy Liguda SVD, ks. Władysław Mączkowski, ks. kmdr ppor. Władysław Miegoń, ks. Stanisław Mysakowski, ks. Michał Oziębłowski, ks. Józef Pawłowski, ks. Narcyz Putz, ks. Antoni Rewera, ks. Franciszek Rosłaniec, ks. Aleksy Sobaszek, Stanisław Kostka Starowieyski, o.  Florian Stępniak OFMCap., ks. Józef Straszewski, ks. Emil Szramek, ks. Antoni Świadek, o.  Narcyz Turchan OFM, ks. Michał Woźniak, br. Józef Zapłata CFCI, ks. Antoni Zawistowski, br. Brunon Zembol OFM;
- Drezno – Czesław Jóźwiak, Edward Kaźmierski, Franciszek Kęsy, Edward Klinik, br.  Grzegorz Frąckowiak SVD, Jarogniew Wojciechowski
- KL Działdowo – al. Bronisław Kostkowski, s.  Mieczysława Kowalska, abp Antoni Julian Nowowiejski, bp  Leon Wetmański
- KL Groß-Rosen – ks. Władysław Błądziński CSMA
- Zamek Hartheim – ks. Franciszek Drzewiecki FDP, br. Marcin Oprządek OFM, o.  Anastazy Jakub Pankiewicz OFM
- Kalisz – Franciszek Stryjas
- Linz – ks. Henryk Kaczorowski
- KL Majdanek – ks. Roman Archutowski
- KL Mauthausen-Gusen – ks. Józef Cebula OMI, ks. Włodzimierz Laskowski
- Monachium – ks. Stanisław Kubski
- KL Poznań – o.  Ludwik Mzyk SVD
- KL Ravensbrück – Natalia Tułasiewicz
- KL Sachsenhausen – ks. Władysław Demski, bp  Władysław Goral, o. Józef Innocenty Guz OFMConv., o.  Stanisław Kubista SVD, ks. Michał Piaszczyński
- KL Stutthof – ks. Bronisław Komorowski, s.  Julia Rodzińska OP, ks. Franciszek Rogaczewski

### Pozostałe miejsca
- Berezwecz – ks. Mieczysław Bohatkiewicz, ks. Władysław Maćkowiak, ks. Stanisław Pyrtek
- Borowikowszczyzna – o.  Achilles Puchała OFMConv., o.  Karol Herman Stępień OFMConv.
- Borysów – ks. Henryk Hlebowicz
- Gdeszyn – ks. Zygmunt Pisarski
- Góra Pietralewicka koło Słonimia – s.  Maria Ewa od Opatrzności CSIC, s.  Maria Marta od Jezusa CSIC
- Las Piaśnicki – s.  Alicja Maria Jadwiga Kotowska CR,
- Las pilicki – ks. Antoni Beszta-Borowski
- Naumowicze – Marianna Biernacka
- Nawojowa Góra – o.  Alfons Maria Mazurek OCD,
- Palmiry – ks. Zygmunt Sajna
- Piotrków Kujawski – ks. Leon Nowakowski
- Płonkowo – ks. Marian Skrzypczak
- Rosica – ks. Jerzy Kaszyra MIC, ks. Antoni Leszczewicz MIC
- Stanisławów – s.  Maria Antonina Kratochwil SSND
- Warszawa – o.  Michał Czartoryski OP, ks. Józef Stanek SAC
- Witowo-Kolonia – ks. Józef Kurzawa, ks. Wincenty Matuszewski

## Relikwie
W przypadku części błogosławionych zachowały się ich doczesne szczątki. Niektóre zostały przeniesione do kościołów i otoczone kultem, inne pozostają na cmentarzach. Tylko w przypadku ks. Józefa Kurzawy i ks. Wincentego Matuszewskiego w miejscu złożenia ich relikwii ustanowiono sanktuarium (Kościół Opieki Matki Bożej w Osięcinach)
- Bielsk Podlaski (bazylika Narodzenia NMP i św. Mikołaja) – ks. Antoni Beszta-Borowski
- Gdańsk (Cmentarz na Zaspie) – ks. Marian Górecki, ks. Bronisław Komorowski, ks. Franciszek Rogaczewski
- Osięciny (kościół pw. Opieki NMP) – ks. Józef Kurzawa, ks. Wincenty Matuszewski
- Palmiry – ks. Zygmunt Sajna
- Pierszaje – o.  Achilles Puchała OFMConv., o.  Karol Herman Stępień OFMConv.
- Płonkowo (kościół parafialny) – ks. Marian Skrzypczak
- Wadowice (kościół karmelitów bosych) – o.  Alfons Maria Mazurek OCD
- Warszawa (kościół księży pallotynów) – ks. Józef Stanek SAC